# Bellonie Chantre
Bellonie Chantre, née le 21 août 1866 dans le 3e arrondissement de Lyon et décédée le 2 juin 1952 dans le 6e arrondissement de Lyon, est une voyageuse, photographe, botaniste et écrivaine française.

## Biographie

### Origines et éducation
Jeanne Bellonie Bourdaret naît le 21 août 1866 d'Antoine Bourdaret, architecte, et d'Émilie Métrat, son épouse, dans leur domicile au 36 rue de Chartres, dans le troisième arrondissement de Lyon. Un frère, Émile Bourdaret (1874-1947), deviendra ingénieur et explorateur en Extrême-Orient.
Poursuivant des études d'infirmière à l'école de La Martinière à Lyon, elle s'intéresse aux sciences naturelles et devient membre de l'Association lyonnaise des amis des sciences naturelles fondée en 1872. Elle assiste aux cours publics d’anthropologie d’Ernest Chantre, alors sous-directeur du Muséum des sciences naturelles de Lyon. Ils se marient le 13 avril 1886 à la mairie du 4e arrondissement. Bellonie Chantre accouche d'une fille mort-née à leur domicile dans le 6e arrondissement de Lyon le 28 février 1887.

### Voyages et missions scientifiques
En 1890, le couple Chantre est chargé par le Ministère de l'Instruction Publique d'une mission scientifique en Arménie russe (actuelle Turquie). Bellonie Chantre va écrire sous forme de feuilleton le récit de ses voyages, agrémenté de nombreuses illustrations. Elle continuera à décrire ses voyages lors des missions suivantes, en Anatolie ou en Tunisie. 
En Arménie, elle assiste son mari dans ses travaux d'anthropologie raciale, notamment lorsqu'il s'agit de réaliser des mesures crâniennes sur d'autres femmes (39 sur 249 Arméniens étudiés).
Elle collecte également de nombreux échantillons de spécimens botaniques et zoologiques et constitue un herbier donné au Jardin botanique de Lyon et à d’autres institutions. Sur les flancs du mont Ararat (entre 1800 et 3300 m), elle prélève en juillet 1890 vingt-six espèces de lichens répertoriées sous le nom "Mission Ernest Chantre" et conservées au musée des Confluences. Une analyse de ces échantillons par le lichénologue suisse Jean Müller (1828-1896) a permis de découvrir deux espèces inconnues nommées Lecidea araratica et Lecidea chantriana, en hommage à sa découvreuse pour la deuxième.

### Première Guerre Mondiale
De 1914 à 1918, Bellonie Chantre dirige l'hôpital auxiliaire 101, en tant que présidente de l’Union des femmes de France à Lyon.
Elle meurt le 2 juin 1952 dans le sixième arrondissement de Lyon.

## Œuvres
- Bellonie Chantre, Le Tour du monde. À travers l'Arménie russe (Karabagh, vallée de l'Araxe, massif de l'Ararat), Paris : Hachette, 1892. In-4° , 192 p.
- Bellonie Chantre, À travers l'Arménie russe. Ouvrage contenant 151 illustrations gravées d'après les photographies prises par M. Chantre et 2 cartes, Paris, Hachette, 1893. 1 vol. in-8 (20 x 29 cm), [4] ff., 368 pp.
- Bellonie Chantre, Les Écoles tunisiennes de jeunes musulmanes, 1908. In-8.
- Bellonie Chantre, Le Tour du monde. En Asie mineure : souvenirs de voyages en Cappadoce et en Cilicie,  Paris : Hachette, 1896-1898. 2 parties en 1 vol. (480 p.) : ill. ; in-fol. Livre numérisé